# Acqua amara
Acqua amara è una novella di Luigi Pirandello. Scritta nel 1905, fa parte della raccolta La vita nuda (1922), secondo tomo delle Novelle per un anno.
È una delle due cosiddette "novelle termali" (l'altra è Pallino e Mimì) avendo entrambe infatti per ambientazione le terme di Chianciano, più volte frequentate dallo scrittore.

## Trama
Due frequentatori delle terme di Chianciano si incontrano e intavolano una conversazione. Il primo è giovane e magro, l'altro, Bernardo Cambié, è un uomo grosso, robusto e di mezz'età. Bernardo, che ha voglia di sfogarsi, racconta all'interlocutore la sua storia, peraltro nota già a tante persone nella cittadina termale.
Bernardo, che viene da Napoli, vi ha sposato Carlotta, la figlia di un usuraio, con cui già conviveva: in realtà i due non si amavano e il matrimonio fu essenzialmente voluto dalla madre di lui, donna religiosissima, nel timore che i due potessero morire durante un'epidemia di colera senza aver confessato al prete la loro relazione scandalosa. Carlotta si contagia, ma riesce a superare la malattia, che invece annienta tutta la sua famiglia di origine lasciandola perciò in possesso di un notevole patrimonio. Passano sei anni; Bernardo e Carlotta sono ormai in crisi, avendo realizzato che non sono mai stati innamorati. Quando poi viene riscontrato un problema di salute a Bernardo, la coppia decide di iniziare a frequentare le terme di Chianciano. Qui Carlotta conosce un medico, che si incapriccia della donna e prende a corteggiarla. Le avances si fanno sempre più insistenti finché una notte il dottore, in preda all'alcool, eccede in tal senso. Bernardo sfida a duello il medico, che rimane ferito. Proprio allora Carlotta si scopre innamorata di quest'ultimo e finisce per legarsi a lui.

## Edizioni
- Luigi Pirandello, Novelle per un anno, Prefazione di Corrado Alvaro, Mondadori 1956-1987, 2 volumi. 0001690-7
- Luigi Pirandello, Novelle per un anno, a cura di Mario Costanzo, Prefazione di Giovanni Macchia, I Meridiani, 2 volumi, Arnoldo Mondadori, Milano 1987 EAN: 9788804211921
- Luigi Pirandello, Tutte le novelle, a cura di Lucio Lugnani, Classici Moderni BUR, Milano 2007, 3 volumi.
- Luigi Pirandello, Novelle per un anno, a cura di S. Campailla, Newton Compton, Grandi tascabili economici.I mammut, Roma 2011 Isbn 9788854136601
- Luigi Pirandello, Novelle per un anno, a cura di Pietro Gibellini, Giunti, Firenze 1994, voll. 3.